# Voluta

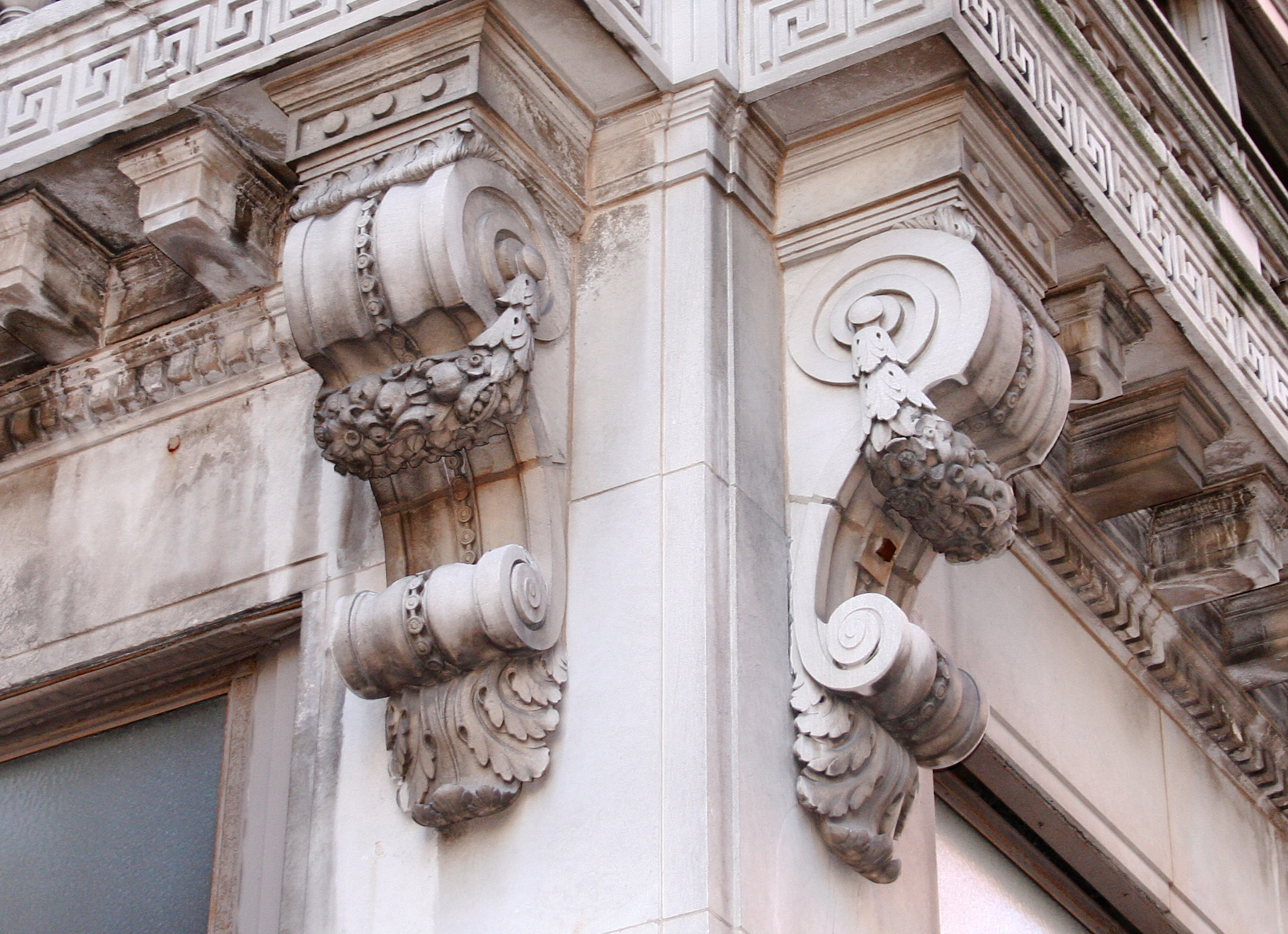
Volutové konzoly

Voluta (latinsky volutus = svinutý) je spirálovitý motiv různých soustav výzdoby, který konstrukčně vychází z Archimédovy spirály. Tento motiv je v architektuře využíván od pravěku v mnoha různých formách, polohách a způsobech umístění. Nejčastěji byl využíván v sestavě hlavic, palmet a ant v iónském sloupovém řádu a korintském sloupovém řádu a v sestavě volutového štítu.

## Využití volut v jednotlivých slozích

### Iónský sloupový řád (antika)
Voluta je charakteristickým prvkem hlavic sloupů tohoto řádu.

### Korintský sloupový řád (antika)
Voluty jsou součástí složitých hlavic sloupu tohoto řádu. Voluty tvoří na těchto hlavicích především rohové články, svinující se pod deskou abaku, k těmto čtyřem rohovým volutám přistupují často další vřazené voluty.

### Volutový ornament (pozdní renesance)
Objevuje se ve vrcholné renesanci od poloviny 16. století (po roce 1570) v nizozemském a německém manýrismu (Florisův styl) na fasádách radnic a měšťanských domů v oblasti řeky Vezery (odtud vezerská renesance).

### Volutový štít (renesance, baroko)
Dynamický domovní štít, typický pro období baroka a rokoka. Voluty se zde využívaly k vyřešení přechodu mezi svislými a vodorovnými částmi stavby.

## Voluty ve světové architektuře

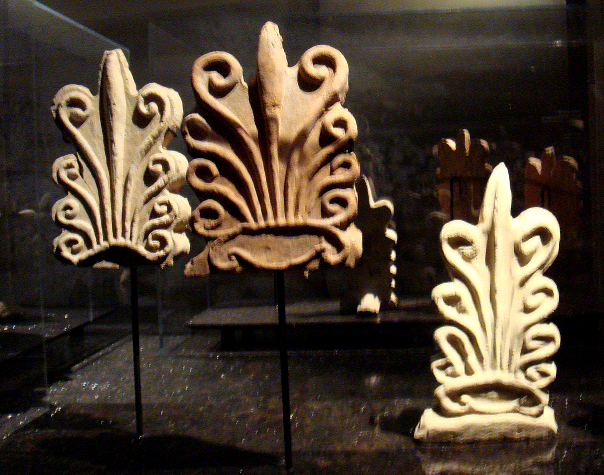
Antefixy s volutovými palmetami, Afghánistán, 2. stol. př. n. l.
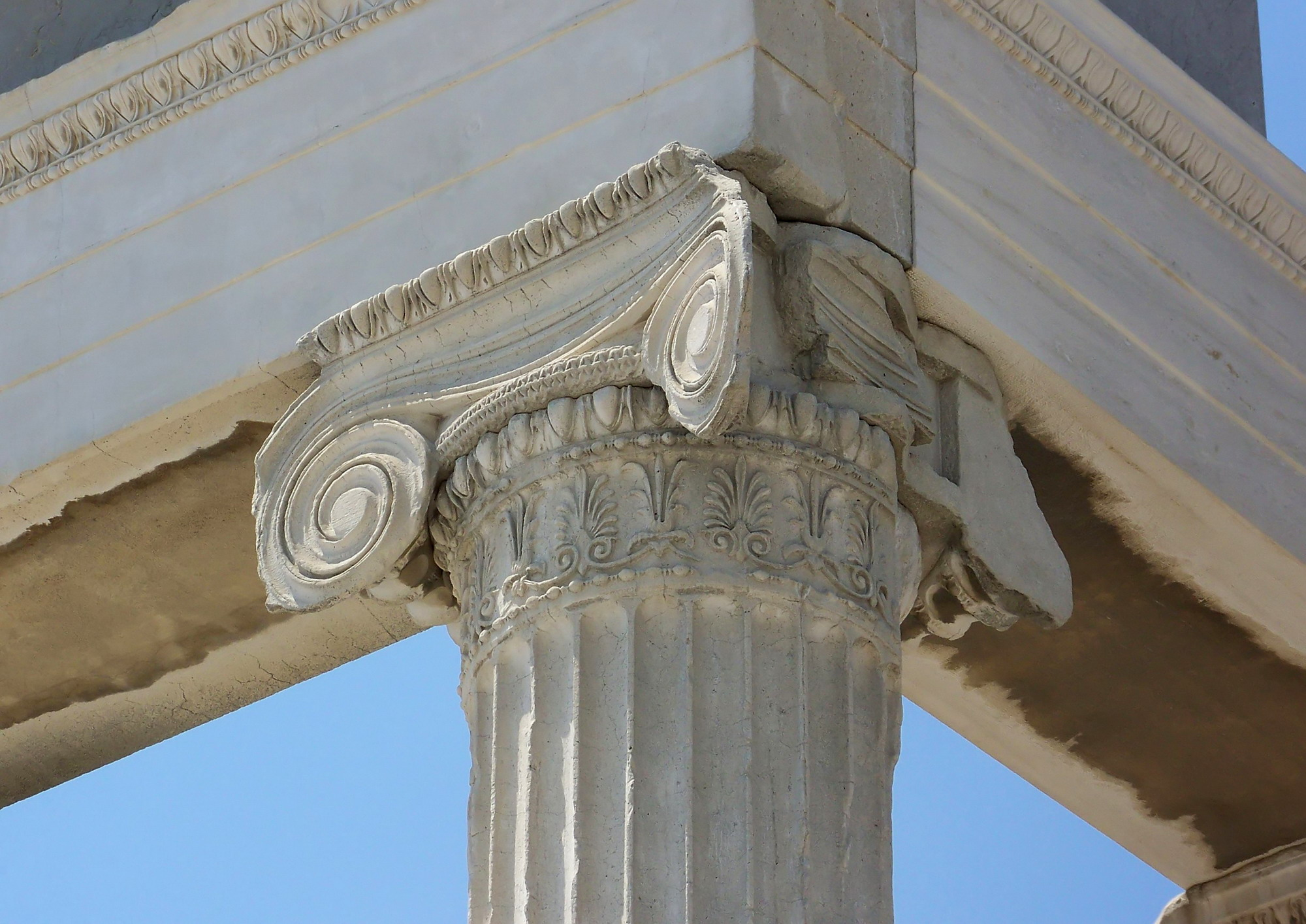
Hlavice iónského sloupu Erechtheionu na Akropoli v Athénách
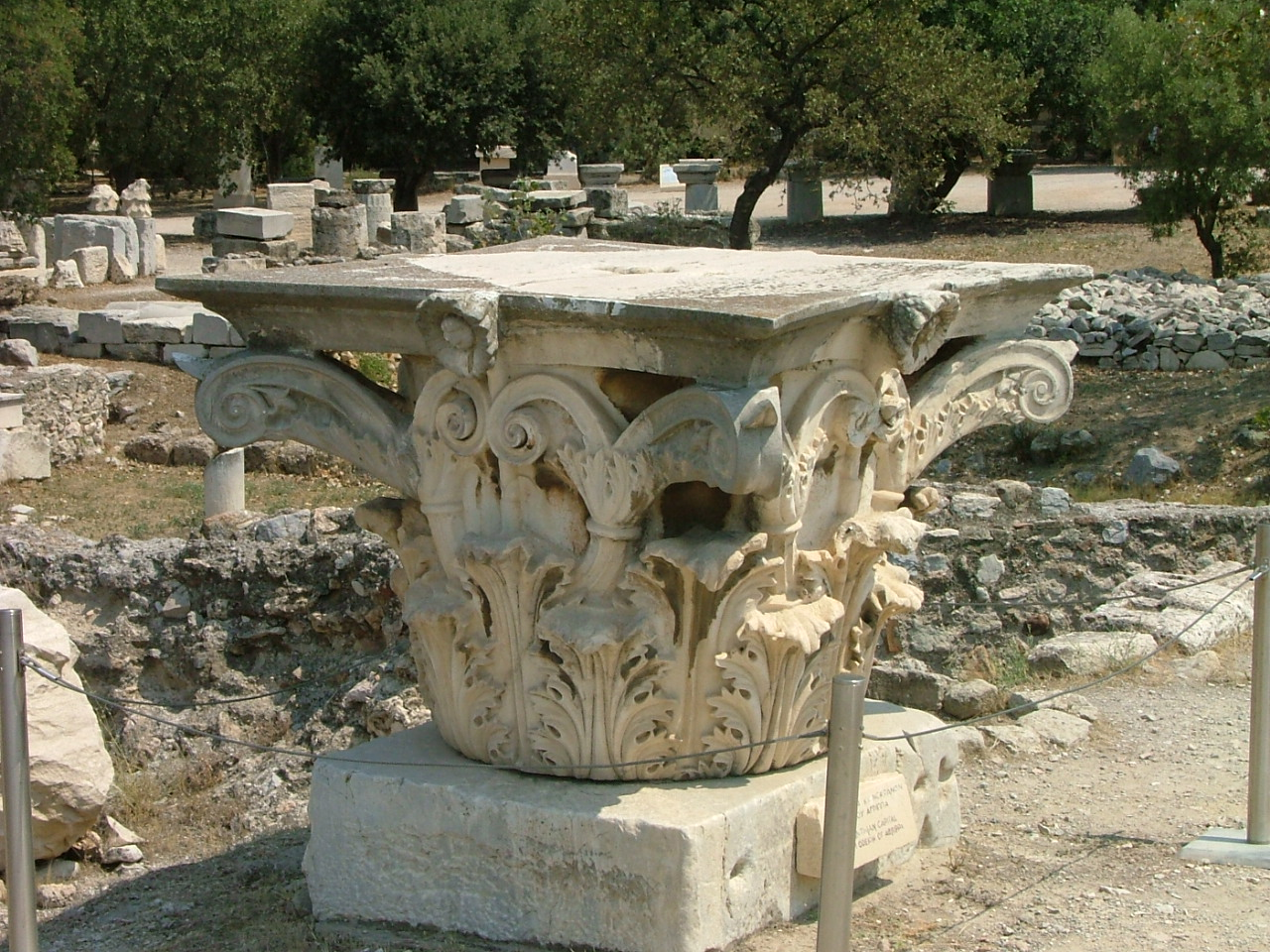
Voluty na hlavici korintského sloupu, agora v Athénách
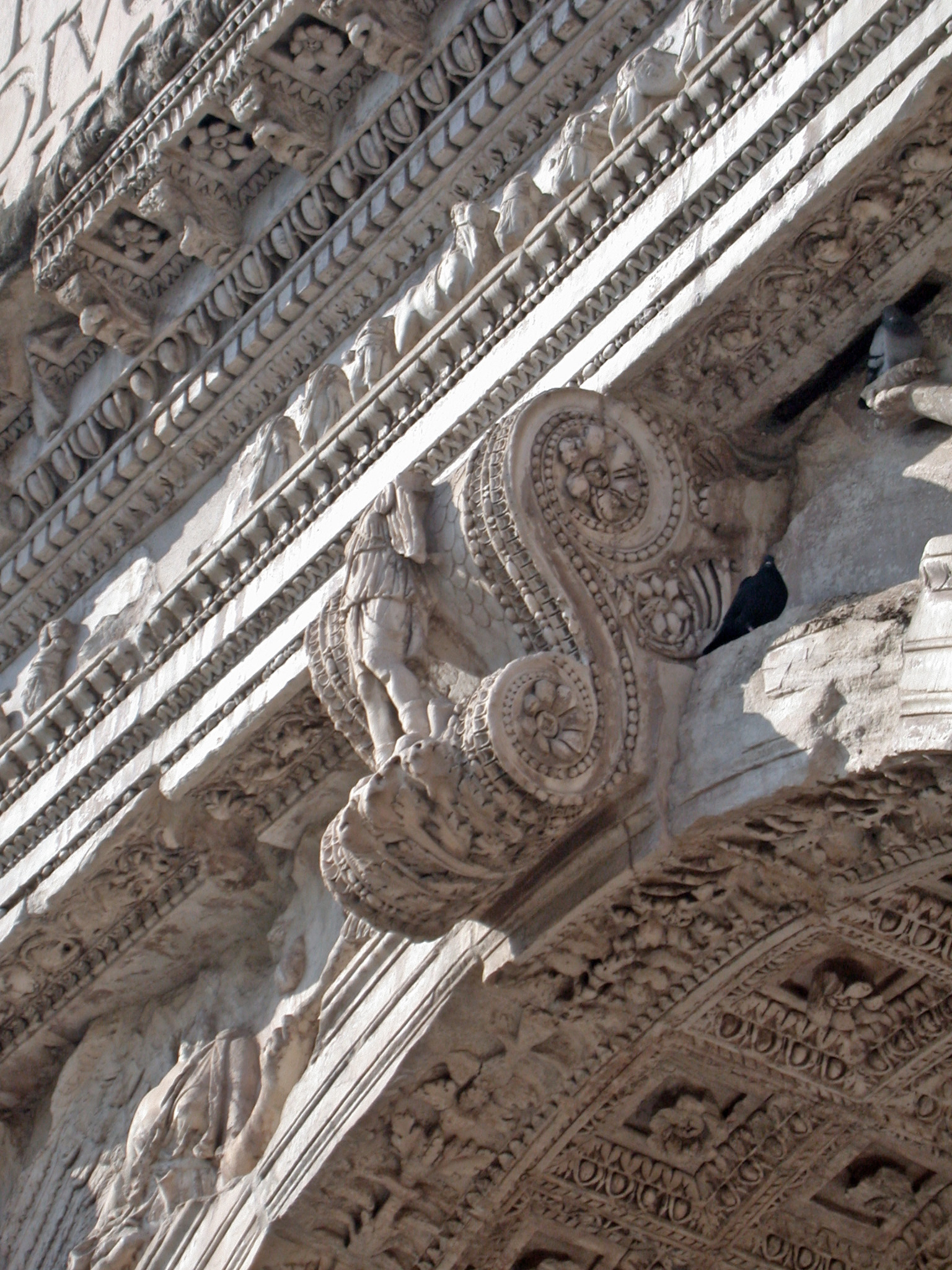
Bohatě ornamentovaná voluta v záklenku Titova oblouku v Římě
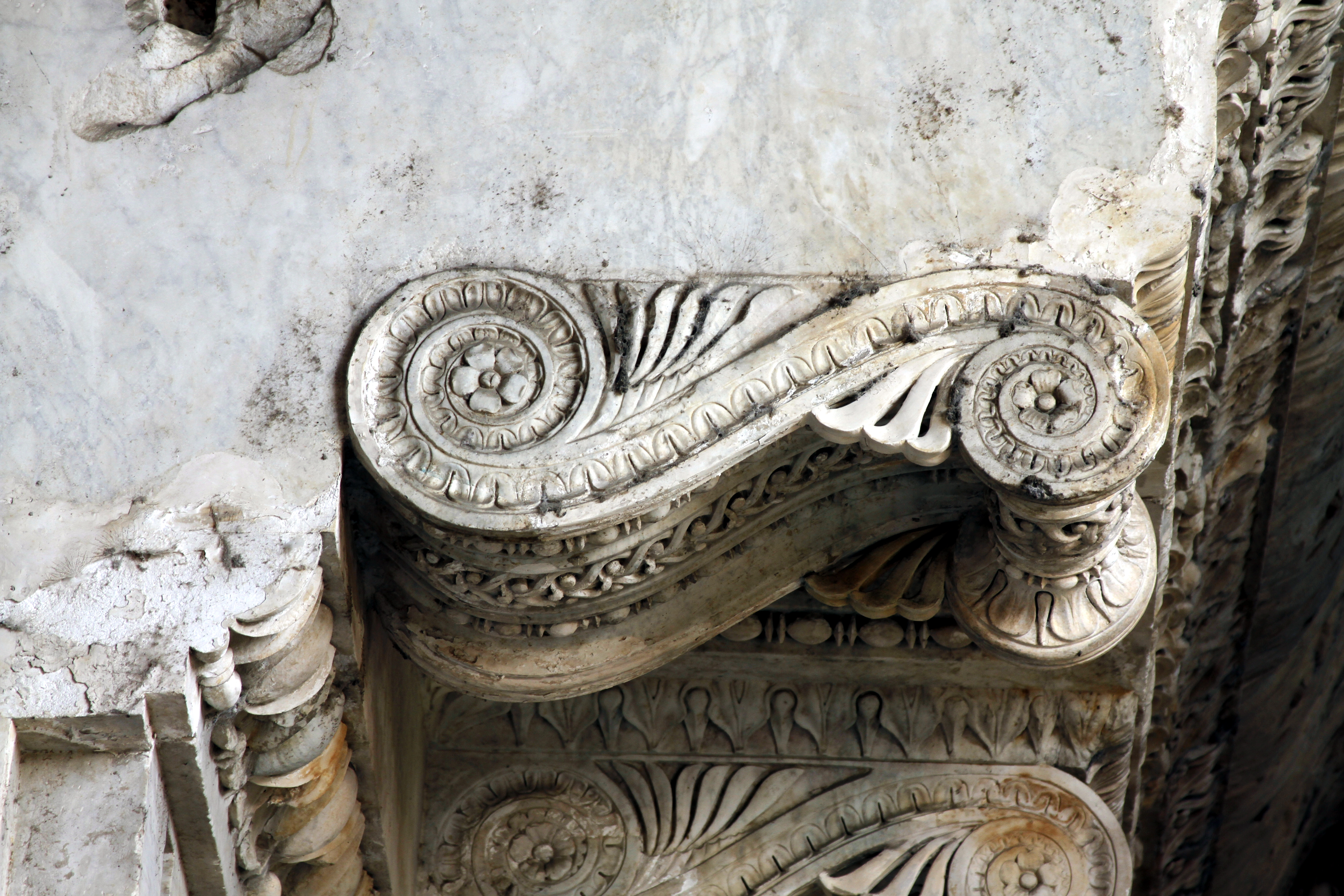
Volutové konzoly, Tabularium, Řím
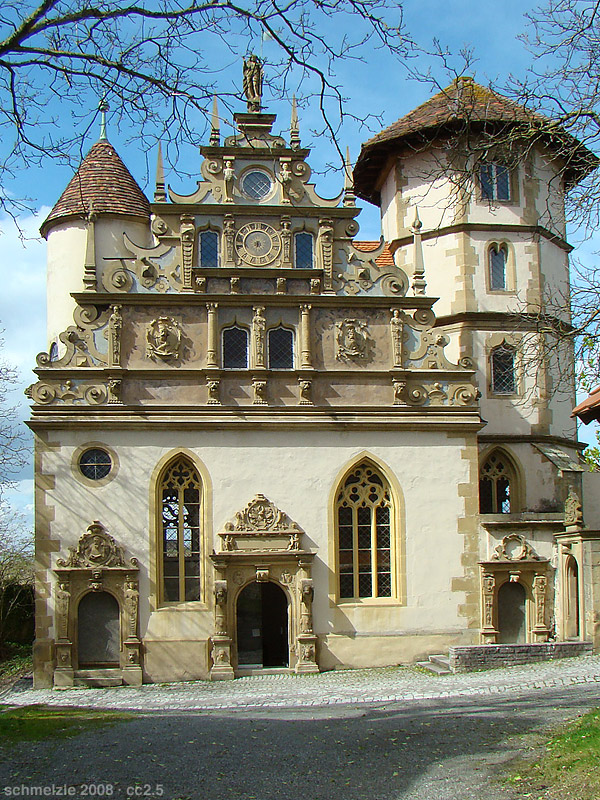
Využití volutového ornamentu, štít zámku Libenstein v Sasku, 1590
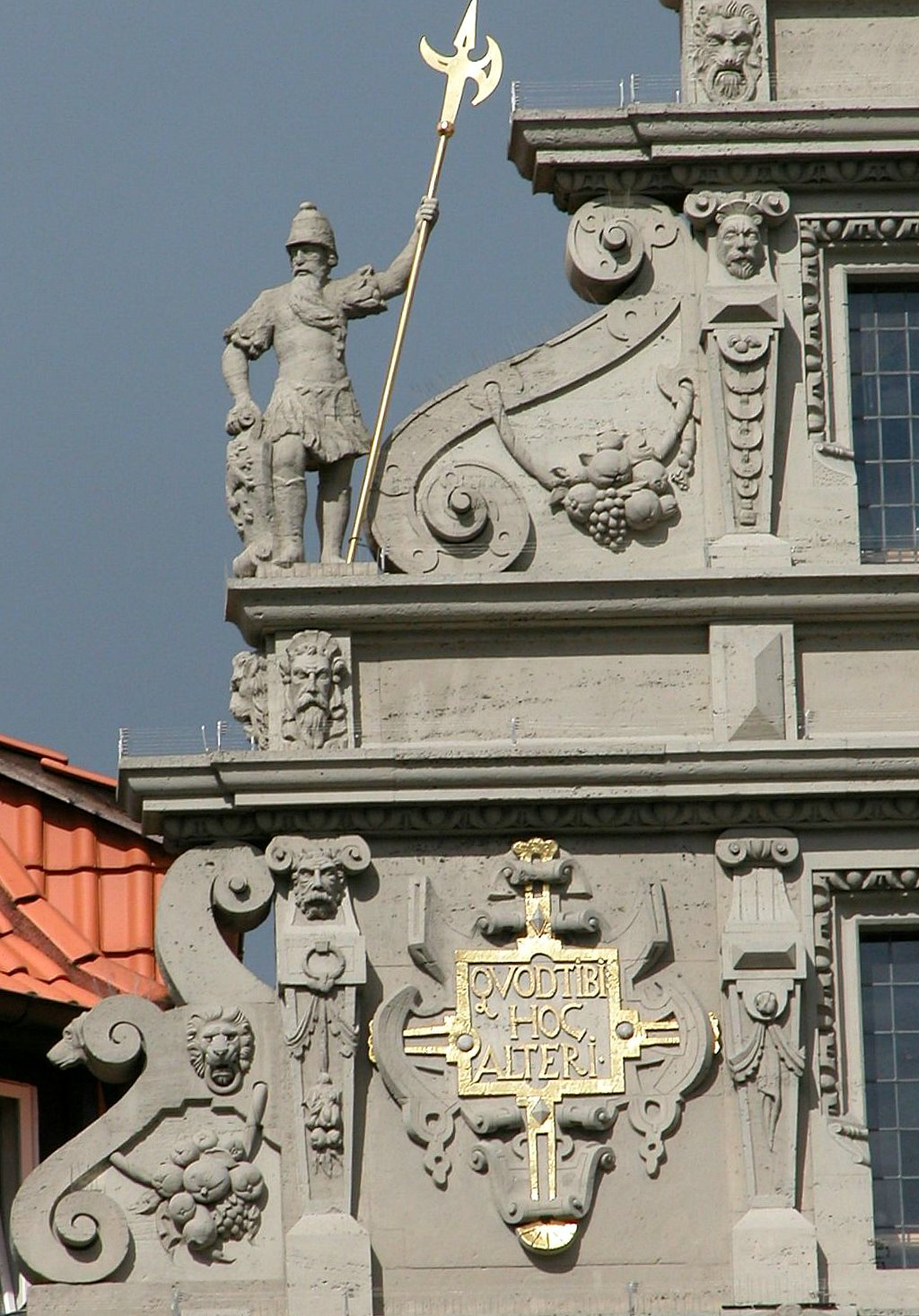
Detail volutového štítu radnice v Braunschweigu, 1591
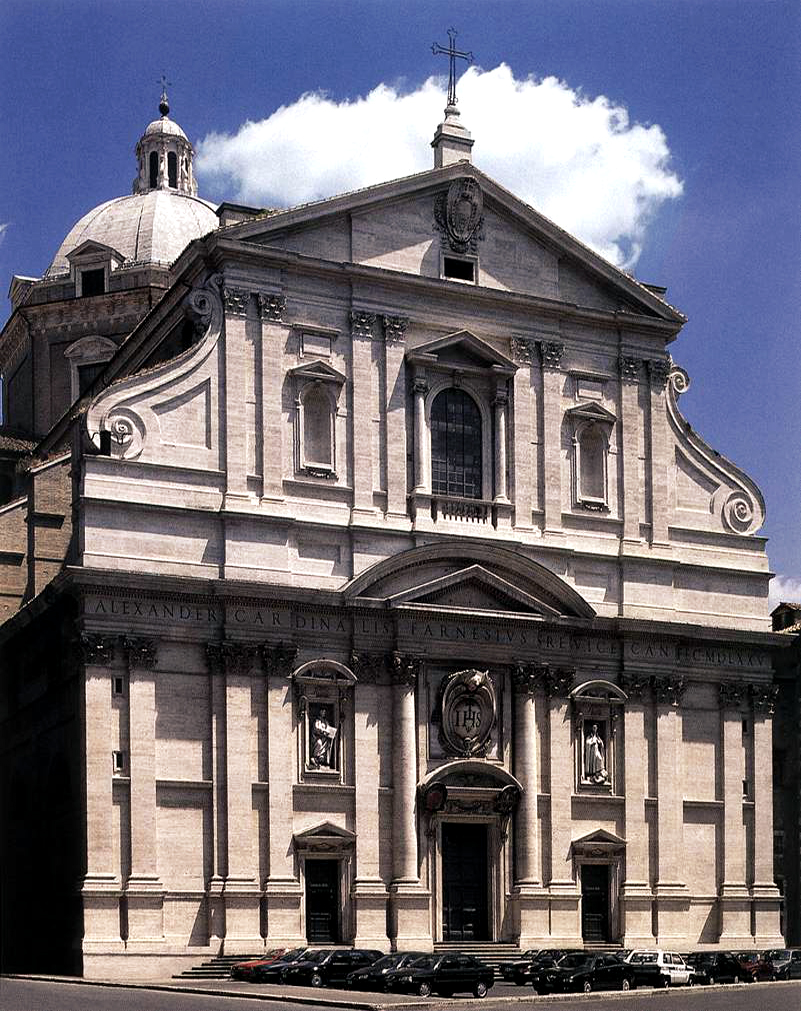
Kostel Il Gesu, Řím – použití voluty k spojení svislé a vodorovné části průčelí
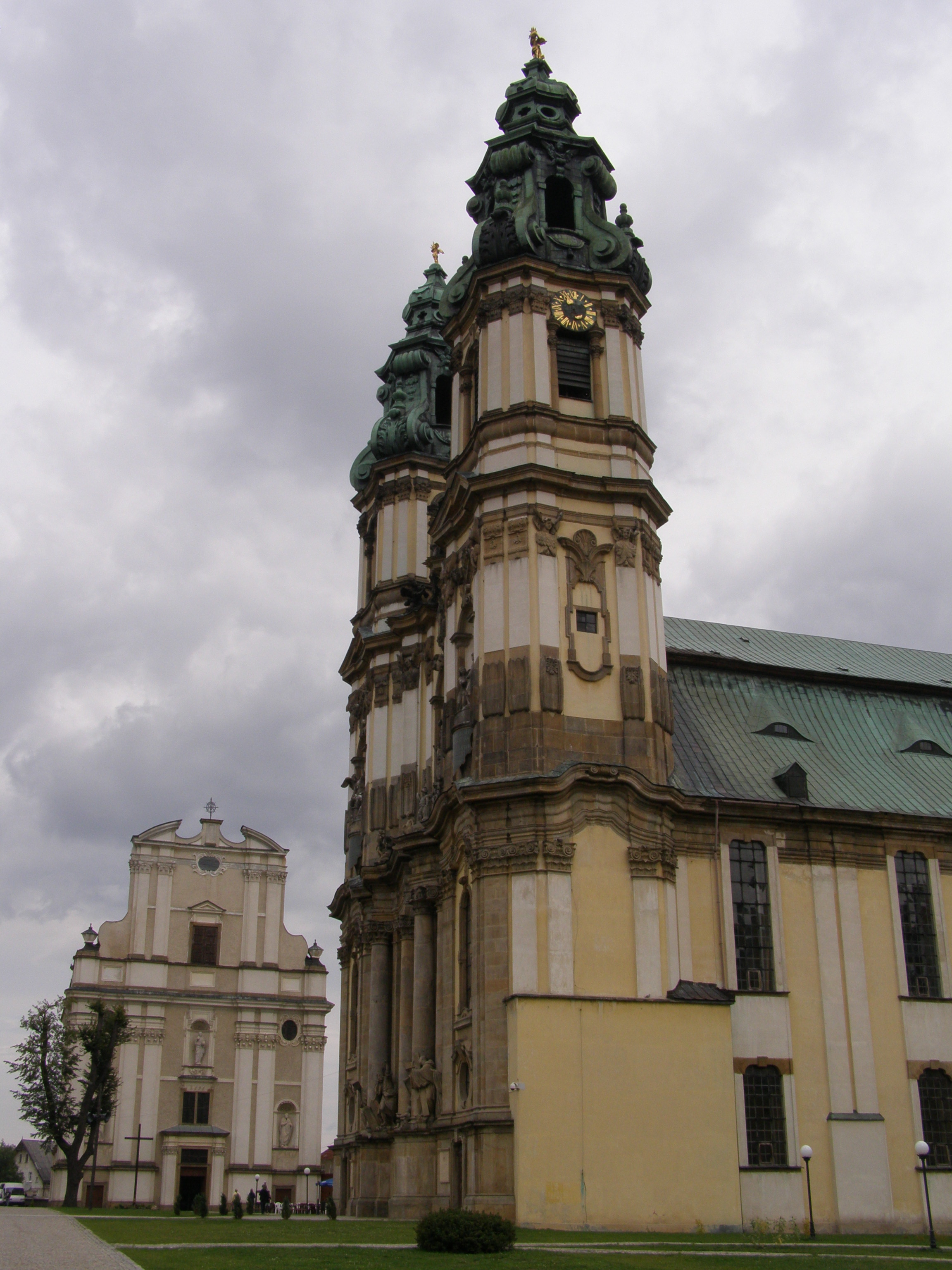
Krzeszów, Polsko – volutové helmice kostelních věží

## Voluty v české architektuře

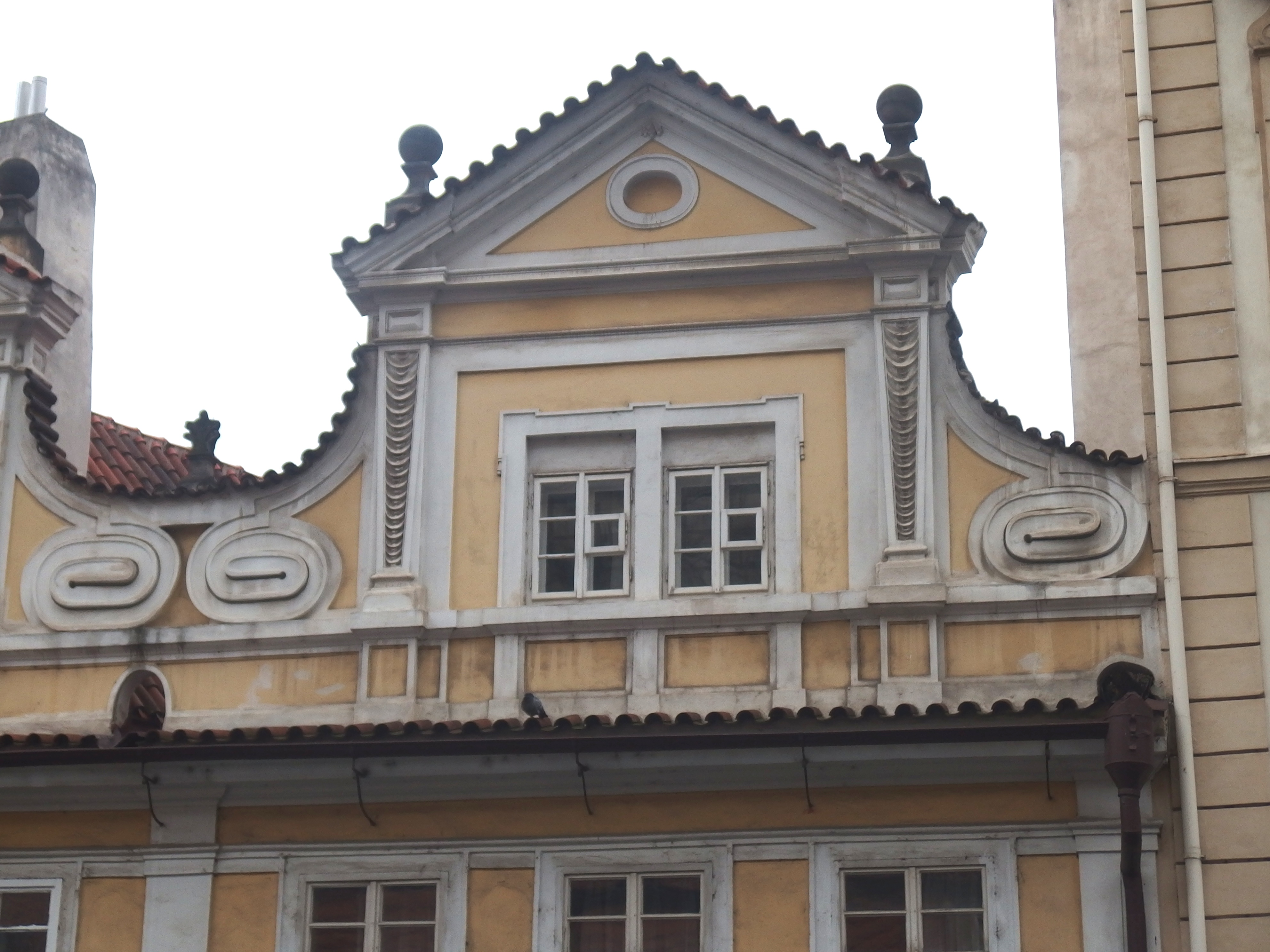
Volutový štít domu U Dvou slunců, Praha, Nerudova
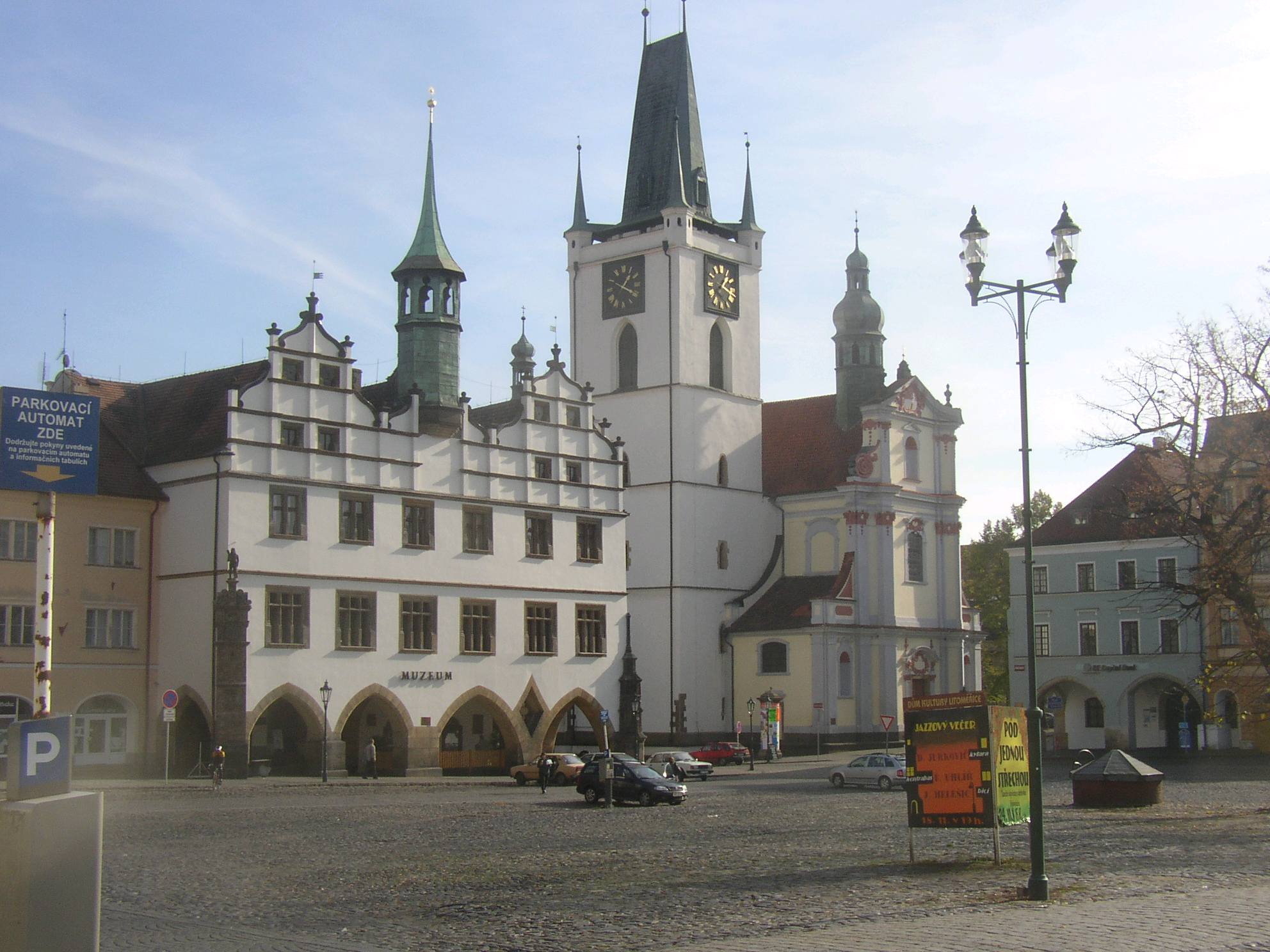
Radnice v Litoměřicích s volutovým štítem
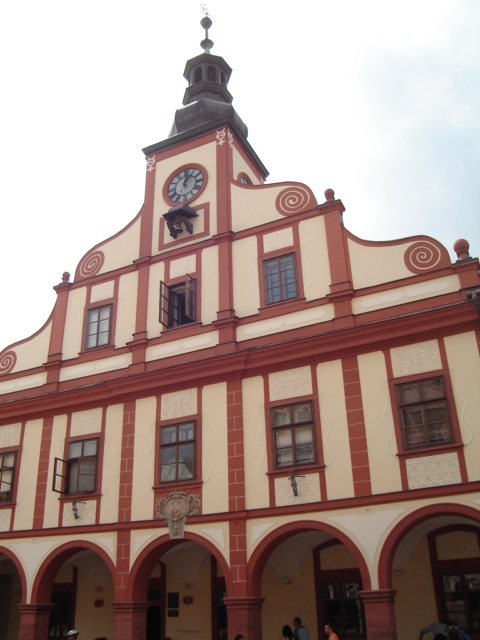
Volutový štít radnice ve Vrchlabí
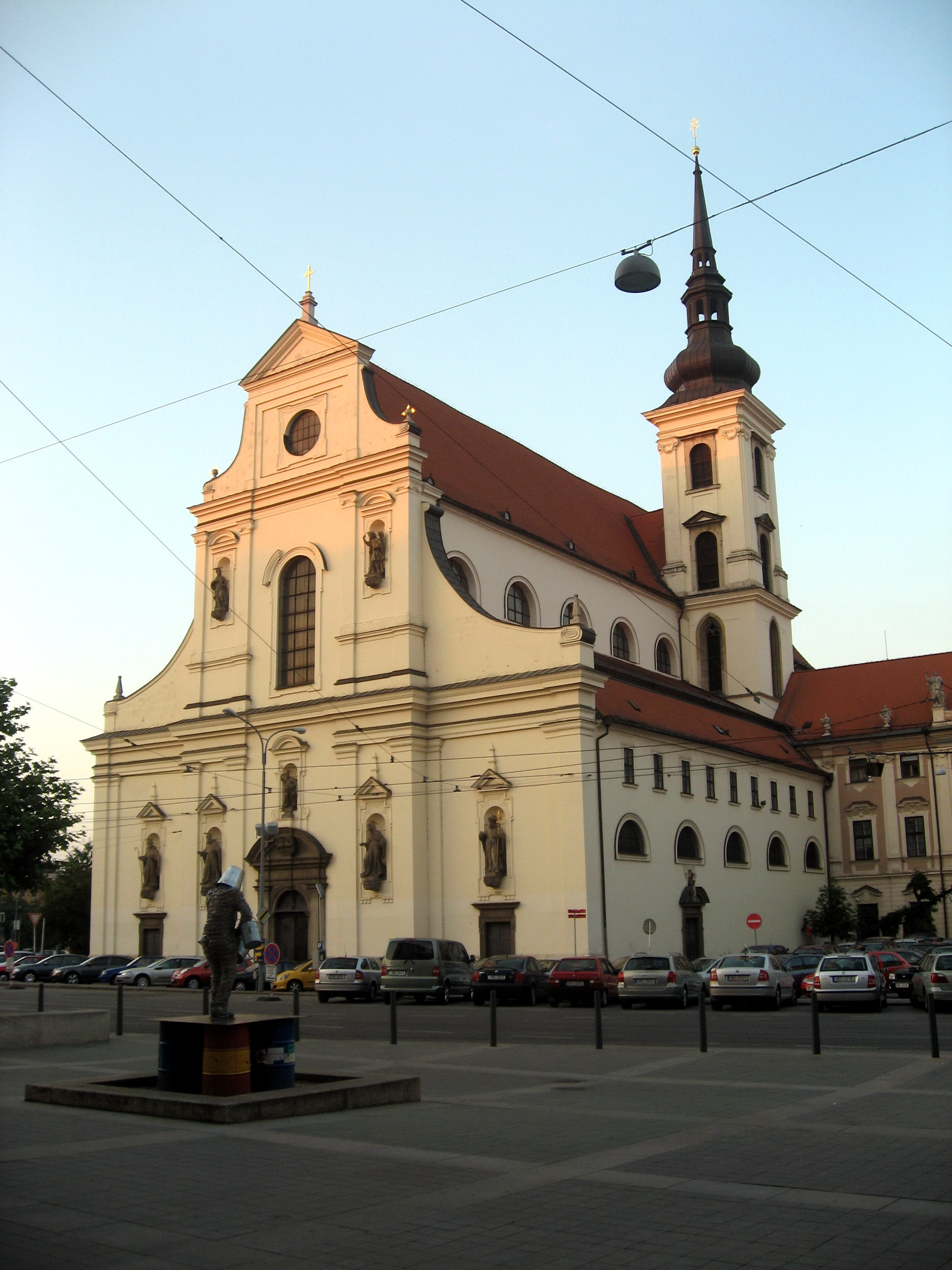
Volutový štít kostela sv. Tomáše v Brně
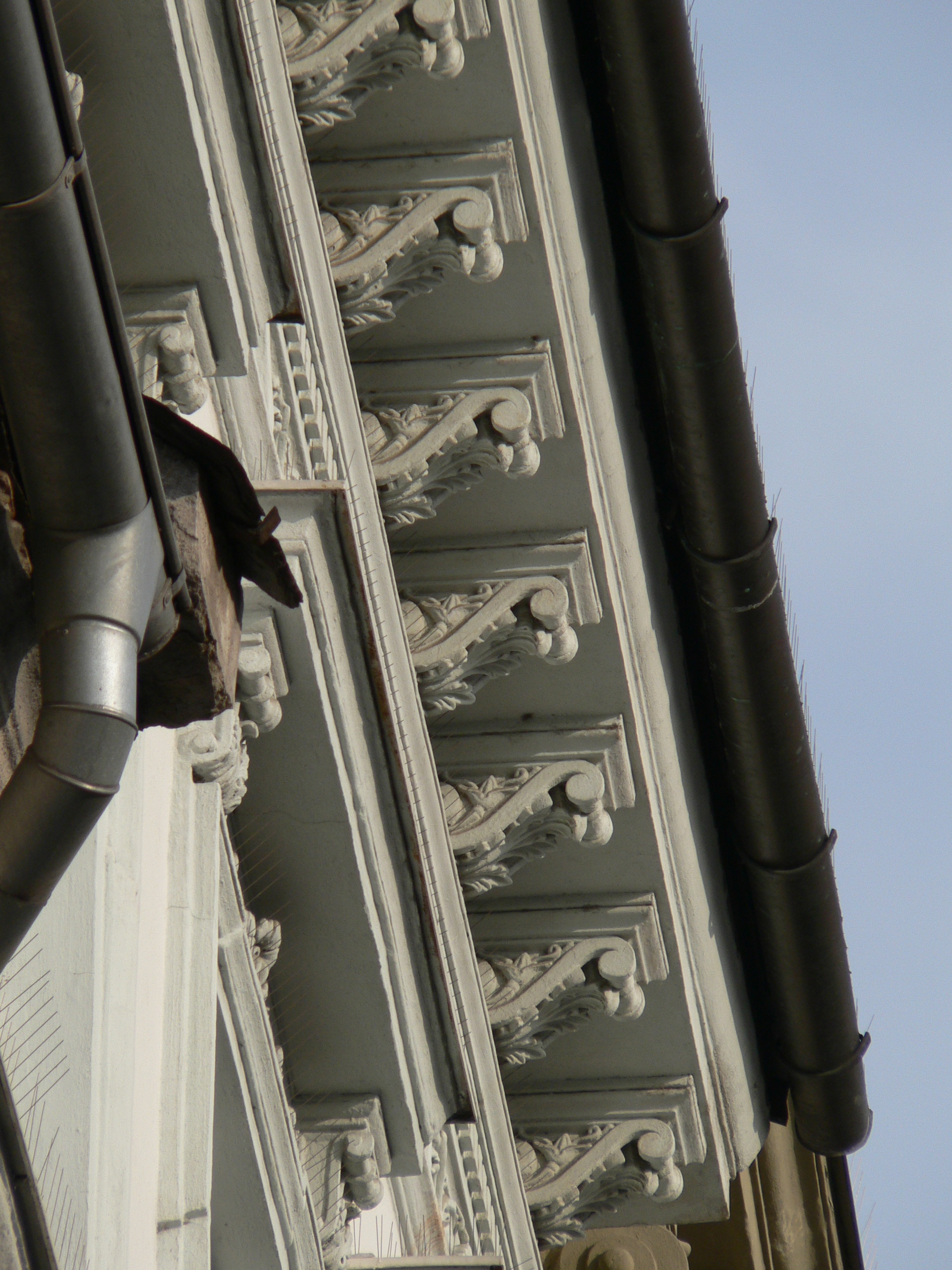
Volutová římsa domu v Olomouci
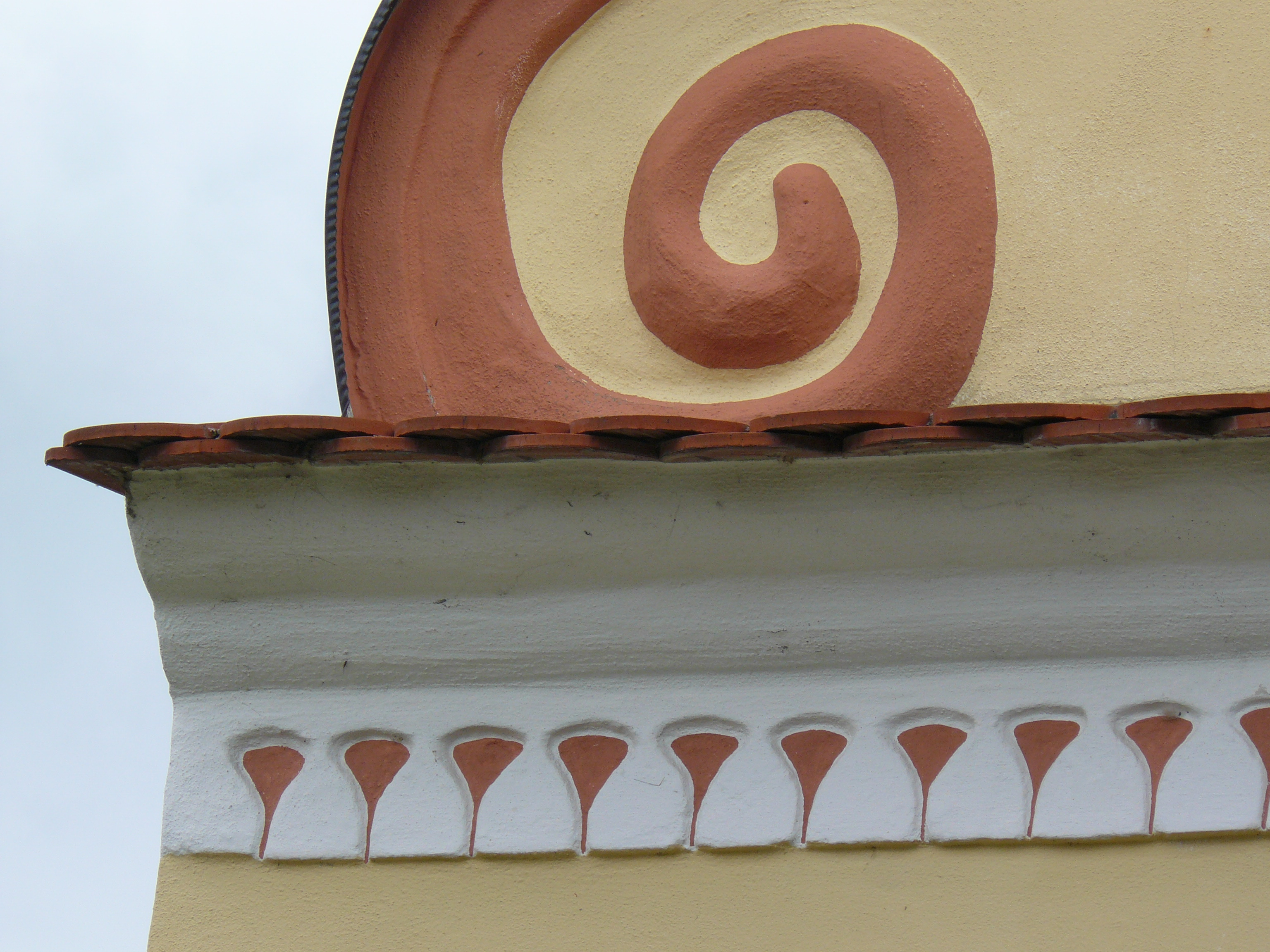
Detail volutového štítu selské usedlosti čp. 13 v Bušanovicích (okr. Prachatice)